# Су-39
Су-39 (Су-25ТМ, заводское — Т8ТМ) — модификация штурмовика Су-25. Самолёт разработан в конце 1980-х годов ОКБ Сухого, предназначен для применения в любое время суток.

## История
В январе 1986 года по решению военно-промышленной комиссии при Совете министров СССР начались работы над всепогодной, способной действовать в любое время суток, модификацией Су-25Т, получившей обозначение Су-25ТМ (заводское — Т8ТМ). На новую машину предусматривалась установка нового БРЭО и расширенная номенклатура вооружений. От разрабатываемой машины требовалось надёжное преодоление ПВО противника и эффективное применение оружия в зоне нахождения цели. А также возможность полёта на малой высоте с огибанием рельефа местности.
В начале 1990-х годов два планера Су-25Т: Т8М-1 и Т8М-4 были переоборудованы соответственно в Т8ТМ-1 и Т8ТМ-2. Первый полёт на опытном самолёте Т8ТМ-1 совершил 4 февраля 1991 года лётчик-испытатель ОКБ Сухого Анатолий Александрович Иванов.
Производство Су-25ТМ планировалось организовать на авиазаводе в Тбилиси, где к тому времени выпускались модернизированные штурмовики Су-25Т. Однако этим планам не суждено было претвориться в жизнь. Распад СССР и последующая независимость Грузии поставила крест на выпуске как Су-25Т, так и его модернизированного варианта Су-25ТМ. Распался СССР, а вместе с ним вся существовавшая на тот момент кооперация по производству этих самолётов. Попытка России создать межгосударственную организацию НПК «Штурмовики Сухого», куда некоторое время входил авиазавод в Тбилиси, не увенчались успехом.
Поэтому Россия приняла решение о переносе производства Су-25ТМ на Улан-Удэнский авиационный завод, который на то время осуществлял производство учебно-боевого Су-25УБ и палубного учебно-тренировочного Су-25УТГ.
В 1993 году на авиационном заводе в Улан-Удэ была начата подготовка серийного производства самолётов Т8ТМ (Су-25ТМ). Используя оставшийся производственный задел от Су-25УБ, завод выпустил предсерийный самолёт Т8ТМ-3, который совершил первый полёт 15 августа 1995 года. С этого же года машина получила новое официальное название — Су-39. Однако финансовый кризис и сокращение расходов на оборону не позволили начать производство серийных машин.
В 1995 году в ОКБ «Авиаавтоматика» была начата разработка системы управления оружием, которая получила обозначение СУО-39П. Лётные испытания нового оборудования в ГЛИЦ МО начались 21 октября 1998 года (машина Т8ТМ-4, первый полёт 25 марта 1998 года).
В 2000 году 2 Су-39 приняли участие в сражении за Шатой.
Существовал проект доработки Су-25Т до Су-25ТМ (Су-39). Однако практически все Су-25Т, находившиеся в ВВС России, списаны или находятся в нелётном состоянии.

## Описание

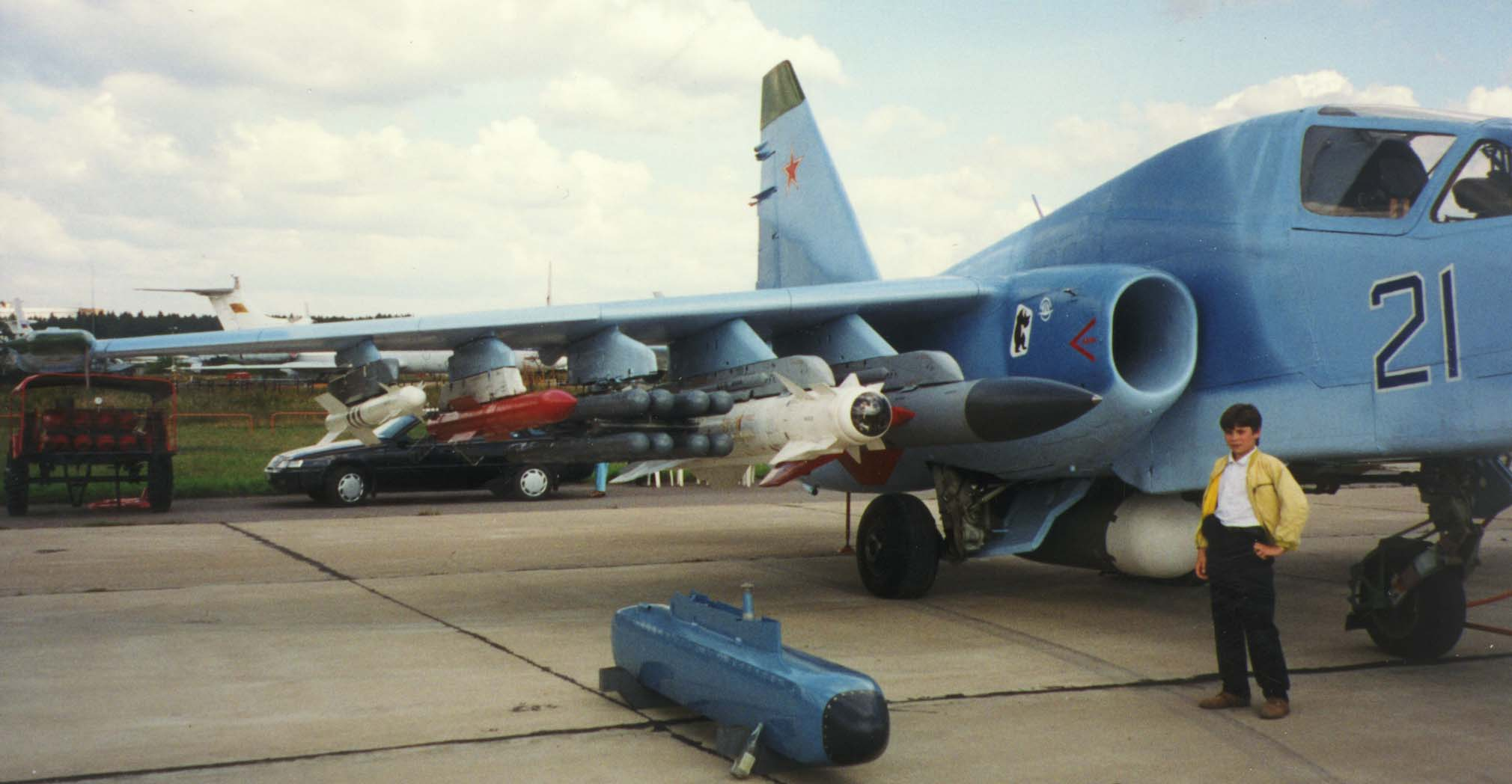
Подвесное вооружение Су-39

Самолёт Су-39 представлял собой дальнейшее развитие специализированного «противотанкового» варианта штурмовика Су-25Т. Задача борьбы с танками для Су-39 предполагалась важной, но не доминирующей, как у Су-25Т. Предполагалось, что самолёт сможет эффективно уничтожать корабли в прибрежных зонах, транспортную и фронтовую авиацию противника. Существенной переработке подверглись комплекс вооружения и авионика самолёта.
Модернизированный самолёт оснащался радиолокационной станцией «Копье-25» в подвесном контейнере, что кардинально изменяло его возможности. В частности, Су-39 должен был вести полноценный воздушный бой, для чего в его арсенал ракет «воздух-воздух» были включены ракеты Р-73, Р-27 и Р-77 с максимальными дальностями пуска 20/40, 65/80 и 80/110 км соответственно. Для уничтожения корабельных группировок противника были предназначены противокорабельные Х-31А с дальностью пуска до 110 км. Борьба с РЛС противника осуществлялась противорадиолокационными Х-25МПУ и Х-31П. Арсенал средств штурма пополнился высокоточным ракетным комплексом «Вихрь».
По конструкции самолёт Су-39 в основном идентичен самолёту Су-25УБ, предназначенном для учебно-боевых тренировочных полётов. Но так как Су-39 одноместный самолёт, то место второго члена экипажа было занято мягким топливным баком, а в расположенной над ним нише разместили дополнительное бортовое радиоэлектронное оборудование. Размеры штурмовика достаточно компактны, это делает его манёвренным, трудноуловимым для попадания, способным летать на низких высотах, огибая препятствия и особенности рельефа поверхности.
- Фюзеляж — носовая часть фюзеляжа имеет удлинённую и расширенную форму для размещения системы «Шквал». Средняя часть фюзеляжа повторяет конструкцию Су-25УБ, в хвостовой части расположен дополнительный топливный бак. Бронирование самолёта аналогично Су-25. Лётчик размещается в цельносварной кабине из авиационной титановой брони. Кабина пилота выдерживает попадание снарядов в 30 мм. Кабина пилота герметизированная. За счёт избыточного давления порог высоты самолёта поднялся до 10000 м. Фонарь кабины состоит из неподвижного козырька с прозрачным бронеблоком и откидной части с броневым надголовником.[4]
- Крыло и оперение — крыло самолёта унифицировано с Су-25УБ. В продольном канале управления установили бустеры горизонтального оперения. Стабилизатор рассчитан на три позиции — полётная, манёвренная и взлётно-посадочная. Переключение производится гидроцилиндром.[4]
- Шасси — трёхопорное, стойки унифицированы с Су-25 и с Су-25УБ. Имеются тормозные колёса. Передняя опора убирается в нишу фюзеляжа движением назад, она оснащена одним полурычажно-подвешенным колесом с грязевым щитком. В полёте шасси убираются, ниши закрываются створками с кинематическими приводами. Выпуск и уборка шасси производится посредством двух гидросистем. Парашютно-тормозная установка размещается в контейнере хвостовой части фюзеляжа. Выпуск двухкупольного парашюта и их сброс осуществляются с помощью системы дистанционного управления.[4]
- Силовая установка — два турбореактивных двигателя Р-195 мощностью 4300 кгс каждый, расход топлива 0,89 кг/кгс в час. Установленные на самолёте двигатели обеспечивают малую заметность в инфракрасном спектре. Это обеспечивается за счёт увеличенного центрального тела двигателя и перепрофилирования жаровой трубы, исключающий прямую видимость лопаток турбины, а также снижения температуры выхлопных газов подводимым атмосферным воздухом.[4]
- Радиоэлектронное оборудование — для обеспечения круглосуточного выполнения заданий самолётом установлена прицельная система И-251, которая позволяет распознавать цели разного размера, проводит наведение оружия и огонь из пушек.

В носовой части самолёта расположена система «Шквал-М», она производит вывод изображения местности под самолётом на экран в кабине пилота, что позволяет производить мониторинг местности за десять километров до цели, при этом захватывает территорию шириной до двух километров. С помощью данной системы пилот может отследить ракетный залп и при необходимости может зайти на повторную атаку. Выбранная пилотом цель берётся на автосопровождение с запоминанием образа телевизионным автоматом, входящим в состав оптико-электронной прицельной системы (ОЭПС). ОЭПС позволяет обнаруживать цели подсвеченные наземными авианаводчиками и атаковать их в автоматическом режиме.
Процесс выполнения боевой задачи самолётом максимально автоматизирован, что позволяет снизить психофизические нагрузки на лётчика. На самолёте установлена система автоматического управления, которая обеспечивает в любых метеоусловиях, днём и ночью высокоточное автоматическое и директорное управление при наведении на цель в полёте по запрограммированному маршруту, выход в заданный район, повторный заход на цель, возврат и заход на посадку на заданный аэродром.
Для нанесения ударов ночью при слабой освещённости в состав прицельного комплекса входит контейнерная низкоуровневая телевизионная прицельная система «Меркурий». Она обнаруживает и распознаёт цели типа танк при свете Луны на дальности до трёх километров. Это достаточно для применения любого оружия.
Радиолокационный прицельный комплекс (РЛПК) «Копье-25» обеспечивает всепогодность обнаружения и предварительное целеуказание в различных режимах, в том числе картографирования. Эта система позволяет применять тактические противокорабельные ракеты не входя в зону действия огневых средств ПВО противника. Также система обнаруживает воздушные цели типа истребитель на встречных курсах до 57 км, на догонных на 25 км, сопровождает одновременно до десяти целей и обстреливает до двух.
- Защита и безопасность самолёта — специальная краска позволяет самолёту оставаться малозаметным над полем боевых действий, а материал, из которого изготовлен корпус позволяет поглощать радиоволны, что делает его практически невидимым.

Станция оптико-электронного подавления «Сухогруз» производит оптические и электрические помехи при запуске ракеты, которую не смог увидеть пилот. Создание помех производит специальная цезиевая лампа, мощностью 6000 ватт. Самолёт имеет стандартные системы безопасности, такие как выпуск тепловых ракет, которые отводят тепловые ракеты противника.
Для преодоления ПВО противника в самолёте предусмотрена система радио-электронной борьбы (РЭБ). В её основу входит разведывательная радиостанция, которая может отслеживать все радиолокационные станции. Данную систему можно запрограммировать на поиск конкретных целей. В кабину лётчика выводится вся информация о целях, в которой указано направление и расстояние до объекта.
Установка «Гордения» создаёт помехи в виде шумов, мерцания и при этом перенацеливает ракеты противника на землю.

## Тактико-технические характеристики
Источник данных: И.Бедретдинов «Су-25»

Технические характеристики
- Экипаж: 1 пилот
- Длина: 15,33 м (с ПВД)
- Размах крыла: 14,36 м
- Высота: 5,2 м
- Площадь крыла: 30,1 м²
- Коэффициент удлинения крыла: 6
- Угол стреловидности по передней кромке: 20°
- База шасси: 3,58 м
- Колея шасси: 2,5 м
- Масса пустого: 10 740 кг
- Масса снаряжённого: 13 150 кг
- Нормальная взлётная масса: 16 990 кг
- Максимальная взлётная масса: 20 500 кг
- Масса топлива во внутренних баках: 3 840 кг
- Силовая установка: 2 × ТРД Р-195
- Тяга: 2 × 4 300 кгс (42,2 кН)

Лётные характеристики
- Максимальная скорость: 950 км/ч (с норм. боевой нагрузкой)
- Посадочная скорость: 240 км/ч
- Скорость сваливания: 175 км/ч
- Практическая дальность: (с норм. боевой нагрузкой)
  - на высоте:
    - без ПТБ: 900 км
    - с 4× ПТБ-800: 1 250 км

  - у земли:
    - без ПТБ: 400 км
    - с 4× ПТБ-800: 750 км
- Перегоночная дальность: 2 500 км (с двумя ПТБ по 1150 л и двумя по 800 л)
- Практический потолок: 10 000 м
- Высоты боевого применения: 30—7000 м
- Нагрузка на крыло: 714 кг/м² (при макс. взлётной массе)
- Тяговооружённость: 0,42 (при макс. взлётной массе)
- Длина разбега:  
  - на бетонной ВПП: 550 м
  - на грунтовой ВПП: 600 м
- Длина пробега: (без тормозного парашюта)
  - на бетонной ВПП: 400 м
  - на грунтовой ВПП: 600 м
- Максимальная эксплуатационная перегрузка:
  - с нормальной боевой нагрузкой: + 6,5 /-2 g
  - с максимальной боевой нагрузкой: + 5,2 g

Вооружение
- Стрелково-пушечное: двухствольная 30 мм пушка ГШ-30-2 с боезапасом 200 сн.
- Точки подвески: 11
- Боевая нагрузка:  
  - нормальная: 2 000 кг
  - максимальная: 6 000 кг
- Управляемые ракеты:  
  - ракеты «воздух-воздух»:
    - 2 × Р-60 (АА-8) или 4 × Р-73
    - 2 × Р-27Р/Т или Р-77

  - ракеты «воздух-поверхность»:
    - 16 × сверхзвуковых противотанковых ракет «Вихрь» или
    - 4 × Х-25Л/МЛ/МТП/МА/МПУ и
    - 2 × Х-29Л/Т или Х-58 или Х-31А/АД/П или Х-35 (с РЛС «Копьё») или
    - 8 × С-25Л
- Неуправляемые ракеты:  
  - 160 (8 × 20) × 80 мм С-8 в блоках Б-8 или
  - 40 (8 × 5) × 122 мм С-13 в блоках Б-13 или
  - 8 × 240 мм С-24 или 266 мм С-25
- Бомбы: свободнопадающие и корректируемые различного назначения, бомбовые кассеты
  - 8 × 500 кг (ФАБ-500, РБК-500 и т. д.) или
  - 8 × 250 кг (ФАБ-250, РБК-250 и т. д.) или
  - 8 или 32 × 100 кг или
  - 6 × КАБ-500Кр или
  - 8 × контейнеров КМГУ-2